# استفان پیل
استفان پیل (فرانسوی: Stéphane Paille‎; ۲۷ ژوئن ۱۹۶۵ – ۲۷ ژوئن ۲۰۱۷) بازیکن و مربی فوتبال اهل فرانسه بود.
از باشگاه‌هایی که در آن بازی کرده‌است می‌توان به باشگاه فوتبال مون‌پلیه، باشگاه فوتبال سروت ۱۸۹۰، باشگاه فوتبال المپیک لیون، و باشگاه فوتبال سوشو، باشگاه فوتبال پورتو، باشگاه فوتبال کان، باشگاه فوتبال هارت آف میدلوتیان و باشگاه فوتبال بوردو اشاره کرد.
وی همچنین در تیم ملی فوتبال فرانسه بازی کرده‌است.